# Zisterzienserinnenabtei Valnègre
Die Zisterzienserinnenabtei Valnègre war von ca. 1200 bis 1443 ein Kloster der Zisterzienserinnen in Saverdun, einer Gemeinde im Département Ariège in Frankreich.

## Geschichte
Um 1200 gründete die Zisterzienserabtei Boulbonne zur Aufnahme weiblicher Familienangehöriger der Mönche (nach Marenx, 1159) ein zweites Frauenkloster im Tal des Bachs Lansonne bei Saverdun, Valnègre (= dunkles Tal), das 1316 vierzig Mitglieder aufwies. 1319 kam in Pamiers ein drittes Frauenkloster hinzu, Beaulieu-en-Mirepoix, bei dessen Besiedelung Valnègre hilfreich war, das aber nur bis 1370 existierte. 1443 wurde auch Valnègre geschlossen. Die Klostergüter fielen, wie schon vorher die von Beaulieu, an Boulbonne. Südlich Saverdun erinnert heute noch der Gemarkungsname Valnègre, sowie die dort existierenden Flurnamen Bannègre (auch Bachname) und Allègre (als Verballhornungen von Valnègre) an das Kloster, von dem keine materiellen Reste vorhanden sind.